# 姜时彦
姜时彦（1914年—），男，山西忻县人，中华人民共和国政治人物，曾任中華人民共和國第一輕工業部、轻工业部副部长。